# 堀和郎
堀 和郎（ほり かずお、1945年 - ）は日本の教育学者、筑波大学名誉教授。
宮崎県えびの市出身。現在、東京医療保健大学教授。

## 役職
文部科学省大学設置・学校法人審議会専門委員、スーパーイングリッシュランゲージハイスクール事業専門委員、宮崎太陽銀行の社外取締役や監査役などを歴任した。
2004年には、教育委員会制度調査研究会代表として、「教育委員会制度及び県費負担教職員制度の運用実態に関する調査」 を行った。

## 来歴
- 1968年九州大学教育学部卒業。1973年九州大学教育学研究科 教育行政学単位取得満期退学。

## 職歴
九州大学教育学部助手。宮崎大学教育学部講師。宮崎大学教育学部助教授をへて、1990年 - 宮崎大学教育学部教授。
1997年 - 筑波大学大学院人間総合科学研究科教授。2007年 - 筑波大学教育学類長。2008年 - 筑波大学人間学類長。
2009年 - 筑波大学を定年退職、筑波大学名誉教授。2009年 - 東京医療保健大学教授。
2015年 - 宮崎太陽銀行社外取締役。2016年 - 宮崎太陽銀行社外監査役。2018年 - 宮崎太陽銀行社外監査役退任。

## 研究分野
- 教育行政学
- 教育政治学

## 著書
- 『アメリカ現代教育行政学研究』（1983年、九州大学出版会）
- 『スクールリーダーのための教育政策研究入門』著者:F.C.ファウラー、翻訳:堀和郎（2008年、東信堂）
- 『教育委員会制度再生の条件―運用実態の実証的分析に基づいて』共著：堀和郎、柳林信彦（2009年、筑波大学出版会）